# Argentina Open 2024
Argentina Open 2024 — тенісний турнір, що проходив на ґрунтових кортах у місті Буенос-Айрес (Аргентина) з 12 по 18 лютого. Належав до категорії ATP 250.

## Фінальна частина

### Одиночний розряд
Факундо Діас Акоста —  Ніколас Яррі 6–3, 6–4

### Парний розряд
Сімоне Болеллі /  Андреа Вавассорі —  Орасіо Себальйос /  Марсель Гранольєрс 6–2, 7–6(8–6)